# Шимон Зјолковски
Шимон Јержи Зјолковски (пољ. Szymon Jerzy Ziółkowski; Познањ, 1. јул 1976.) некадашњи је пољски атлетичар, освајач златне олимпијске медаље у бацању кладива из Сиднеја 2000. Такође је освојио златну медаљу на Светском првенству 2001. у Едмонтону са најбољим хицем у каријери од 83,38 метара.

## Каријера
Пре него што је освојио златну медаљу на Олимпијским играма 2000. освојио је златну медаљу на Светском јуниорском првенству 1994. Завршио је десети на Олимпијским играма 1996. и пети на Европском првенству 1998.
После Светског првенства 2005. завршио је као пети на Европском првенству 2006. , седми на Светском првенству 2007. и пети на Олимпијским играма 2008. На Светском првенству у Берлину 2009. освојио је сребрну медаљу.
Од 2015. посланик је у пољском парламенту.

## Националне почасти
За своја спортска достигнућа добио је ордење:
- Витешки крст Ордена Полоније Реститута (5. класе) 2000. године.[4]
- Официрски крст Ордена Полоније Реститута (4. степен) 2009. године.[5]
- Командантов крст Ордена Полоније Реститута (4. класе) 2021. године.[6]

## Међународна такмичења
| Представљајући Пољску | Представљајући Пољску               | Представљајући Пољску        | Представљајући Пољску | Представљајући Пољску |
| Година                | Такмичење                           | Место                        | Пласман               | Резултат              |
| --------------------- | ----------------------------------- | ---------------------------- | --------------------- | --------------------- |
| 1994                  | Светско првенство за јуниоре        | Лисабон, Португалија         | 1.                    | 70.44 м               |
| 1995                  | Европско првенство за јуниоре       | Њиређхаза, Мађарска          | 1.                    | 75.42 м               |
| 1995                  | Светско првенство                   | Гетеборг, Шведска            | 22.                   | 71.84 м               |
| 1995                  | Универзијада                        | Фукуока, Јапан               | 9.                    | 72.94 м               |
| 1996                  | Олимпијске игре                     | Атланта, САД                 | 10.                   | 76.64 м               |
| 1997                  | Европско првенство за млађе сениоре | Турку, Финска                | 2.                    | 73.68 м               |
| 1998                  | Европско првенство                  | Будимпешта, Мађарска         | 5.                    | 78.16 м               |
| 1999                  | Светско првенство                   | Севиља, Шпанија              | 23.                   | 74.12 м               |
| 2000                  | Олимпијске игре                     | Сиднеј, Аустралија           | 1.                    | 80.02 м               |
| 2001                  | Светско првенство                   | Едмонтон, Канада             | 1.                    | 83.38 м               |
| 2001                  | Игре добре воље                     | Бризбејн, Аустралија         | 2.                    | 80.71 м               |
| 2002                  | Европско првенство                  | Минхен, Немачка              | 15.                   | 77.17 м               |
| 2004                  | Олимпијске игре                     | Атина, Грчка                 | 14.                   | 76.17 м               |
| 2005                  | Светско првенство                   | Хелсинки, Финска             | 2.                    | 79.35 м               |
| 2006                  | Европско првенство                  | Гетеборг, Шведска            | 5.                    | 78.97 м               |
| 2007                  | Светско првенство                   | Осака, Јапан                 | 7.                    | 80.09 м               |
| 2008                  | Олимпијске игре                     | Пекинг, Кина                 | 7.                    | 79.22 м               |
| 2009                  | Светско првенство                   | Берлин, Немачка              | 2.                    | 79.30 м               |
| 2010                  | Европско првенство                  | Барселона, Шпанија           | 5.                    | 77.99 м               |
| 2011                  | Светско првенство                   | Даегу, Јужна Кореја          | 7.                    | 77.64 м               |
| 2012                  | Европско првенство                  | Хелсинки, Финска             | 3.                    | 76.67 м               |
| 2012                  | Олимпијске игре                     | Лондон, Уједињено Краљевство | 7.                    | 77.10 м               |
| 2013                  | Светско првенство                   | Москва, Русија               | 9.                    | 76.84 м               |
| 2014                  | Европско првенство                  | Цирих, Швајцарска            | 5.                    | 78.41 м               |